# Gossypium barbadense
Gossypium barbadense es una de varias especies de algodón. Pertenece a la familia de las malváceas, es una planta tropical perenne, con flores amarillas y semillas negras se caracteriza por sus fibra extra largas. 
Es también es conocida por el nombre de sus dos variedades más famosas como algodón de Pima y algodón Tangüis, otros nombres asociados con esta especie incluyen a Menufi y Giza 68 de Egipto, y Sak de Sudán. 

## Descripción
Crece como un pequeño arbusto, y produce un algodón de fibras inusualmente largas. Esta especie tiene propiedades antihongos, y contiene el químico gossypol, haciéndolo resistente a insectos. Se le usa también como droga antifertilidad. En la medicina tradicional de Surinam, las hojas de Gossypium barbadense se usan para tratar hipertensión y menstruaciones irregulares. Otros nombres: algodón de larga grapa, algodón de la isla marítima, algodón creole, algodón país, e Indische katoen occidental.

## Distribución y hábitat
Prevalece en las costas del Pacífico y Atlántico sudamericanas. Poblaciones silvestres de esta planta se conocen en el México le puso en nombre PIMA  de una etnias pima  para prosperar, requiere pleno sol, alta humedad y lluvias. Gossypium barbadense es muy sensible a heladas. Este algodón fue utilizado por culturas preincas, hace más de 5000 años, para elaborar tejidos que conservan sus propiedades hasta hoy. Estos fardos y textiles pertenecen a la Cultura Paracas y la Cultura Nazca, en la región Ica, en el sur del Perú. Los vestigios más antiguos de su uso se encuentran en el desierto del norte de Chile hacia el siglo XXXVI a. C., mientras que su cultivo se encuentra atestiguado desde el siglo XXV a. C. en Huaca Prieta (D. La Libertad, Perú). El algodón se cultivó en plantaciones con esclavos en las Indias Occidentales, y en 1650 Barbados fue la primera colonia británica en exportarlo. En 1670, se planta G. barbadense en las colonias inglesas de Norteamérica.

## Propiedades

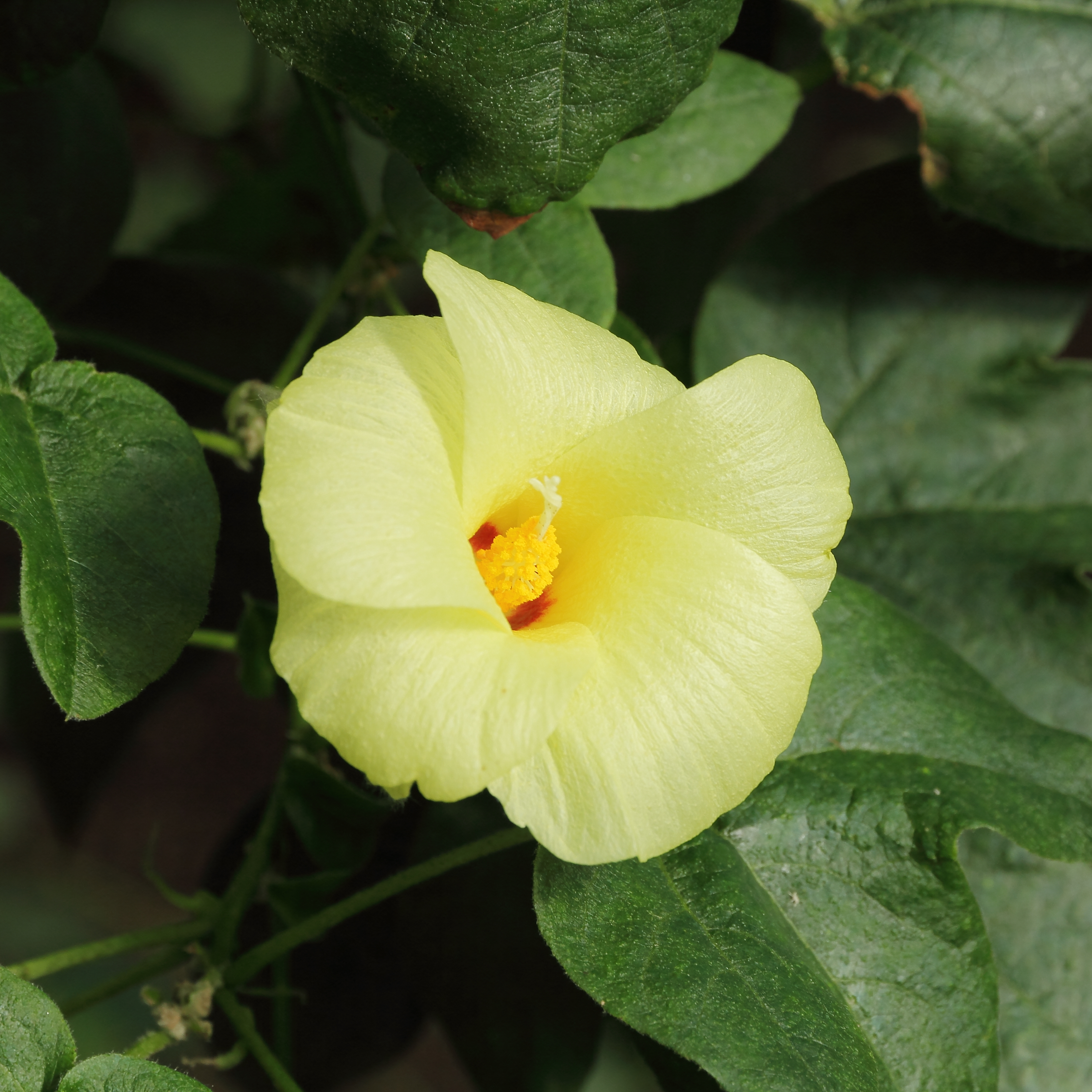
Vista de la flor de G. barbadense.

Este algodón fue utilizado por culturas preincas, hace más de 5000 años, para elaborar tejidos que conservan sus propiedades hasta hoy. Estos fardos y textiles pertenecen a la Cultura Paracas y la Cultura Nazca, en la región Ica, en el sur del Perú. Los vestigios más antiguos de su uso se encuentran en el desierto del norte de Chile hacia el siglo XXXVI a. C., mientras que su cultivo se encuentra atestiguado desde el siglo XXV a. C. en Huaca Prieta (D. La Libertad, Perú).  El algodón se cultivó en plantaciones con esclavos en las Indias Occidentales, y en 1650 Barbados fue la primera colonia británica en exportarlo. En 1670, se planta G. barbadense en las colonias inglesas de Norteamérica.

## Etimología

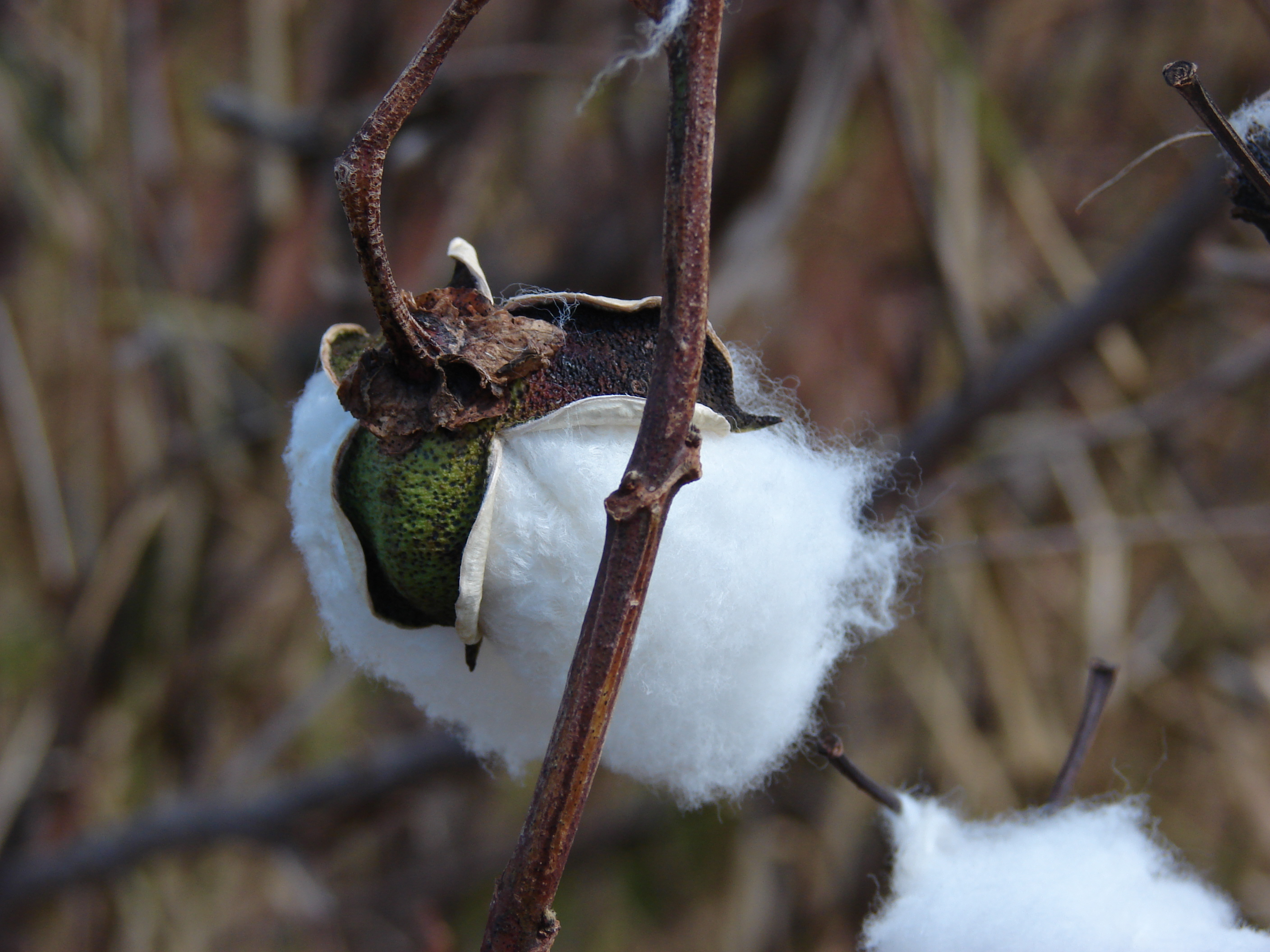

El nombre “Pima” fue puesto en honor a los indios Pima que ayudaron a sembrar y producirlo en el campo experimental de Arizona (EE. UU.) y México. No obstante es en México donde existen más variedad de esta especie. Llegó a EE. UU. y al noroeste de Nuevo México alrededor del año 500 a. C.

## Origen
Se estima que el algodón Gossypum barbadense fue cultivado por primera vez en una región entre las actuales costas sur de Ecuador y norte del Perú. Un reciente hallazgo en la zona de Ñanchoc, en el valle del río Zaña, consta de evidencia del cultivo de esta planta hacia el 3000 a. C.

## Variedades

### Algodón Pima
El algodón Pima es una variedades en América, con mayor variedad en Mesoamérica. El primer signo claro de domesticación de esta especie de algodón es donde se han encontrado bolas de algodón datadas 7500 a. C.. En México el algodón de 1000 a. C. no muestran diferencias con los cultivares actuales de Gossypium barbadense. Por las condiciones climatológicas tropicales se adaptó perfectamente, donde fue introducida a principios del siglo XX.
La combinación de semilla, la tierra, y el microclima ha hecho que el algodón Pima peruano sea el algodón más fino y de fibra más larga en el mundo. Cuando es procesado correctamente, tiene un brillo especial y una suavidad al tacto insuperable. Además, a pesar de ser una fibra fina y larga, el algodón Pima es también más resistente que casi todos los demás algodones, haciendo las prendas más durables. Tiene una longitud (mm) de 38,10 a 41,27; una resistencia (Pressley) de 92,5 a 100; una finura (Micronaire) de 3,3 a 4,00 y un color blanco cremoso. Con este algodón se fabrican prendas de vestir de grandes marcas como: Armani, Abercrombie, LaCoste, Latinmov, Theory entre otras. Es de mucho interés en la industria textil mundial por su alta calidad y costos.

### Algodón Tangüis
El Algodón Tangüis fue denominado en honor al ingeniero puertorriqueño Fermín Tangüis, quien desarrolló esta variedad. Este algodón crece en los valles irrigados de la costa central y sur del Perú. El algodón Tangüis es un tipo de algodón que se produce en el departamento de Ica, al sur de Lima desde comienzos del siglo XX. Su aparición revolucionó la industria textil en el Perú. Se caracteriza por su fibra larga, resistencia a enfermedades y parásitos, y buena adaptación a la mayoría de los valles de las zonas centro y sur de la Costa.
De acuerdo a la clasificación internacional, el algodón Tangüis pertenece al grupo de Algodones de Fibra Larga, juntamente con los algodones Lambard de Sudán, Giza 47 y 67 de Egipto y El Paso y Akala de los Estados Unidos principalmente.
La fibra que se obtiene de esta variedad presenta características definidas que la convierten en única, especialmente deseable para mezclas con lana y otras fibras de carácter manufacturado. Se utiliza también en mezclas con otros algodones de inferior calidad. Por la buena calidad de su fibra, el Tangüis es muy apreciado en los mercados internacionales.

### Algodón egipcio
El término algodón egipcio se aplica generalmente a una variedad de algodón extra largo producido en Egipto y utilizado en las marcas de lujo en todo el mundo.

## Usos
Se utiliza para la elaboración de géneros de punto, popelinas peinadas, finos pañuelos y otros productos de gran calidad. Por la longitud de su fibra, está considerado entre los mejores del mundo. Se exporta principalmente a Europa.

## Sinonimia
| - Gossypium acuminatum Roxb. ex G.Don - Gossypium auritum O.F.Cook & J.W.Hubb. - Gossypium brasiliense Macfad. - Gossypium calycotum O.F. Cook & J.W. Hubb. - Gossypium guyanense Raf. - Gossypium maritimum Tod. - Gossypium multiglandulosum Phil. - Gossypium pedatum Watt - Gossypium perenne Blanco | - Gossypium peruvianum Cav. - Gossypium peruvianum DC. - Gossypium punctatum Schumach. & Thonn. - Gossypium quinacre O.F. Cook & J.W. Hubb. - Gossypium rohrianum Raf. - Gossypium suffruticosum Bertol. - Gossypium vaupellii Graham - Gossypium vitifolium Lam. - Hibiscus barbadensis (L.) Kuntze |